# Уртадо де Мендоса, Педро
Педро Уртадо де Мендоса (лат. Petrus Hurtado de Mendoza Valmasedanus; 1578, Вальмаседа — 10 ноября 1641, Мадрид) — испанский философ, теолог, иезуит, номиналист оккамистского направления.

## Биография
В начале своей карьеры, вступив в 1595 году в общество иезуитов, Уртадо обучался в иезуитском коллегиуме в Саламанке, но затем с 1608 по 1611 год он преподавал философию в коллегиуме Памплоны. После того, как он проработал профессором философии, Уртадо в течение следующих 30 лет преподавал теологию в Университете Саламанки и одновременно работал в Конгрегации доктрины веры (испанской инквизиции) в качестве цензора. 
Будучи профессором теологии (около 1615 г.) в коллегиуме святого Игнатия в Вальядолиде, Уртадо опубликовал полный курс философии Disputationes a summulis ad metaphysicam, в котором рассматривались различные философские темы от логики до метафизики. Работа претерпела несколько редакций и оказала глубокое влияние на протестантский мир, даже больше, чем Франсиско Суарес, чье влияние на протестантских схоластов имело немаловажное значение. Двумя годами позже, в 1617 году, Уртадо опубликовал в Лионе второе издание этой работы под названием Disputationes de Universa philosophia. Наконец, в 1624 году последнее издание было опубликовано в Лионе как Universa philosophia.  
За свою долгую педагогическую карьеру Уртадо имел несколько важных учеников, которые впоследствии стали известными философами-иезуитами, а именно Ричард Линч (1610-1676), Антонио Перес (1599-1649) и Родриго де Арриага.
Умер в Мадриде в 1641 году.

## Всеобщая философия (Universa philosophia)

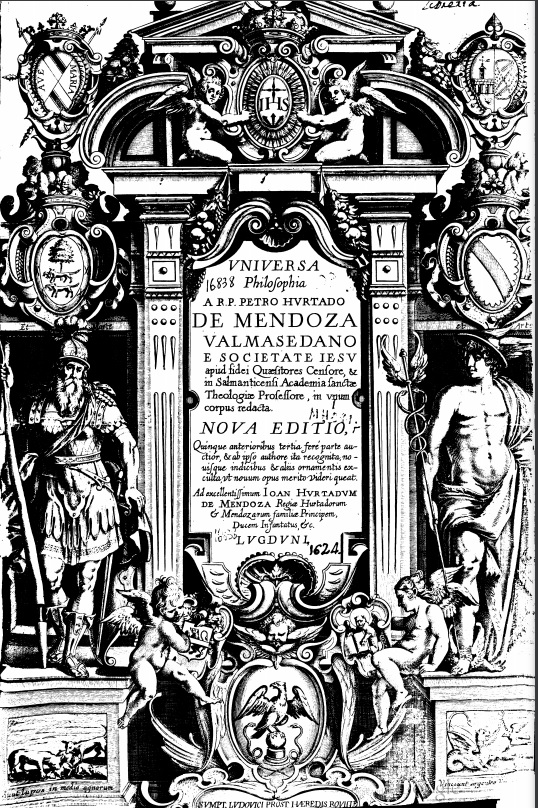
«Universa philosophia» (Всеобщая философия), 1624

Уртадо принадлежал к третьему поколению ученых-иезуитов, инициировав переход от более реалистичных позиций Франсиско Суареса и Габриэля Васкеса к концептуализму, характерному для этого поколения. Его концептуалистические тенденции получили дальнейшее развитие у его учеников Родриго де Арриаги и Франсиско де Овьедо.

## Труды
- Disputationes a Summulis ad Metaphysicam, Valladolid, 1615.
- Disputationes ad universam philosophiam, Lyon, 1617.
- Всеобщая философия (Universa philosophia), Lyon, 1624.
- Scholasticae et morales disputationes. De tribus virtutibus theologicis. De spe et charitate volumen secundum, Salamanca, 1631.
- Disputationes de Deo homine, sive de Incarnatione Filii Dei, Antwerpen, 1634.